# 湯寶珍 (藝員)
湯寶珍（Ria Tong）（1986年1月27日—）是香港藝人，前無綫電視女藝員，曾參加2010年度香港小姐競選，先拔頭籌勇奪時尚目光大獎，順而獲得無綫電視藝員合約，參與各項螢幕及現場活動及演出。

## 生平
湯寶珍大學畢業後擔任機艙服務員。
於2010年參加香港小姐競選，號碼是12號。期間與其他候選港姐參與第一項比賽，駕臨尖沙咀溥儀眼鏡旗艦店，換上多款眼鏡進行catwalk和問答挑戰，最終成為評判團（包括導演陳德森、無綫監製梅小青及溥儀集團行政總裁夫人邱李茂琪）的至愛，先拔頭籌勇奪「時尚目光獎」，並順而獲得藝人合約。賽後梅小青讚揚湯寶珍有氣質及可塑性高，看好她可接佘詩曼棒做女主角。
2011年1月10日，湯寶珍與楊思琦、溫家偉主持的旅遊節目《紅葉瀛風》首播。但湯寶珍在節目中的表現和旁白均引起不少批評。
2011年2月，湯寶珍擔任電視劇《你們我們他們》劇中女主角，飾演校花鍾曉淇。然而在這之後，湯寶珍再沒有任何與TVB有關的幕前工作，並已解約。

## 電視劇
- 2011年：你們我們他們 飾 女主角： 校花 鍾曉淇
- 2011年：帖子套都 飾：布甸街
- 2012年：沙田公立學校 飾：彩虹
- 2012年：世界都道 飾：room
- 2013年：顏色畫畫 飾：early
- 2013年：實我都好開心 飾：Rainbow

## 節目主持
- 2010年 超級遊戲獎門人第十九集
- 2011年 日本旅游節目 紅葉瀛風
- 2013年 快樂很身體
- 2014年 安全危險

## 曾獲獎項與提名
| 年份   | 獎項                            | 結果 |
| 2010年 | 2010年度香港小姐競選 時尚目光獎 | 獲獎 |

## 外部連結
- 2010年香港小組候選佳麗湯寶珍個人資料